# 明季梅尔·沙伊米耶夫
明季梅尔·沙里波维奇·沙伊米耶夫（1937年1月20日—），俄罗斯政治家，自1991年6月12日起任鞑靼斯坦共和国第一任总统，于1996年3月24日、2001年3月25日及2005年3月25日三度获选连任。